# Morinda microcephala
Morinda microcephala är en måreväxtart som beskrevs av Friedrich Gottlieb Bartling och Dc.. Morinda microcephala ingår i släktet Morinda och familjen måreväxter. Inga underarter finns listade i Catalogue of Life.